# Olympische Winterspiele 2018/Teilnehmer (Georgien)
| Gelbes Symbol für Goldmedaillen mit stilisierten Olympischen Ringen | Graues Symbol für Silbermedaillen mit stilisierten Olympischen Ringen | Braundes Symbol für Bronzemedaillen mit stilisierten Olympischen Ringen |
| ------------------------------------------------------------------- | --------------------------------------------------------------------- | ----------------------------------------------------------------------- |
| —                                                                   | —                                                                     | —                                                                       |

Georgien nahm an den Olympischen Winterspielen 2018 in Pyeongchang mit vier Athleten in drei Disziplinen teil, davon drei Männer und eine Frau. Fahnenträger bei der Eröffnungsfeier war Moris Qwitelaschwili.

## Teilnehmer nach Sportarten

### Eiskunstlauf
| Athleten             | Wettbewerbe | Kurzprogramm/-tanz | Kurzprogramm/-tanz | Kür/Kürtanz | Kür/Kürtanz | Gesamt | Gesamt |
| Athleten             | Wettbewerbe | Punkte             | Rang               | Punkte      | Rang        | Punkte | Rang   |
| -------------------- | ----------- | ------------------ | ------------------ | ----------- | ----------- | ------ | ------ |
| Männer               |             |                    |                    |             |             |        |        |
| Moris Qwitelaschwili | Einzel      | 76,56              | 22                 | 128,01      | 24          | 204,57 | 24     |

### Rennrodeln
| Athlet          | Wettbewerb | Lauf 1   | Lauf 1 | Lauf 2   | Lauf 2 | Lauf 3   | Lauf 3 | Lauf 4        | Lauf 4        | Gesamt       | Gesamt |
| Athlet          | Wettbewerb | Zeit     | Rang   | Zeit     | Rang   | Zeit     | Rang   | Zeit          | Rang          | Zeit         | Rang   |
| --------------- | ---------- | -------- | ------ | -------- | ------ | -------- | ------ | ------------- | ------------- | ------------ | ------ |
| Männer          |            |          |        |          |        |          |        |               |               |              |        |
| Giorgi Sogoiani | Einsitzer  | 49,300 s | 30     | 49,151 s | 34     | 49,008 s | 33     | ausgeschieden | ausgeschieden | 2:27,459 min | 32     |

### Ski Alpin
| Athleten            | Wettbewerbe  | 1. Lauf     | 2. Lauf       | Gesamt        | Gesamt        |
| Athleten            | Wettbewerbe  | Zeit        | Zeit          | Zeit          | Rang          |
| ------------------- | ------------ | ----------- | ------------- | ------------- | ------------- |
| Frauen              |              |             |               |               |               |
| Nino Ziklauri       | Riesenslalom | 1:20,02 min | 1:16,91 min   | 2:36,93 min   | 46            |
| Nino Ziklauri       | Slalom       | 55,88 s     | 55,74 s       | 1:51,62 min   | 39            |
| Männer              |              |             |               |               |               |
| Iason Abramaschwili | Riesenslalom | DNF         | ausgeschieden | ausgeschieden | ausgeschieden |
| Iason Abramaschwili | Slalom       | 52,69 s     | 55,00 s       | 1:47,69 min   | 28            |